# Critosaure
El critosaure (Kritosaurus, "rèptil separat") és un gènere de dinosaures ornitòpodes hadrosàurids, que visqueren a la fi del període Cretaci, fa aproximadament 70 milions d'anys, en el Campanià, en el que avui és Nord-amèrica i Sud-amèrica. La seva taxonomia es veu embolicada en una complicada història on també s'inclouen a Gryposaurus, Anasazisaurus, i Naashoibitosaurus, la qual no es podrà resoldre fins a comptar amb més restes de critosaure.
Era un dinosaure amb bec d'ànec i sense cresta, que presentava un crani pla, una petita protuberància al musell i una vora d'os davall de cada ull. Les mandíbules contenien diverses fileres amb centenars de petites dents, adequades per triturar les plantes més dures. Solia caminar sobre les 4 potes, però també s'incorporava i fugia sobre les corpulents i poderoses extremitats traseres quan percebia algun senyal de perill. Els tendons òssies servien de suport a la rígida i estreta cua, al qual li permetia mantenir l'equilibri quan emprenia la carrera. Es desplaçava en manades i construïa àrees d'anidació comunals per protegir a les cries abans que sortissin de l'ou. Recol·lectava fruita i fulles per alimentar-les al niu, mentre vigilava la possible presència de teròpodes. Fa 9 metres de longitud, 7 metres d'alçada i pesa 2,7 tones. El significat del seu nom és: rèptil separat o rèptil elegit, per una disposició dels ossos maxil·lars del crani del fòssil.